# Émile Reutlinger

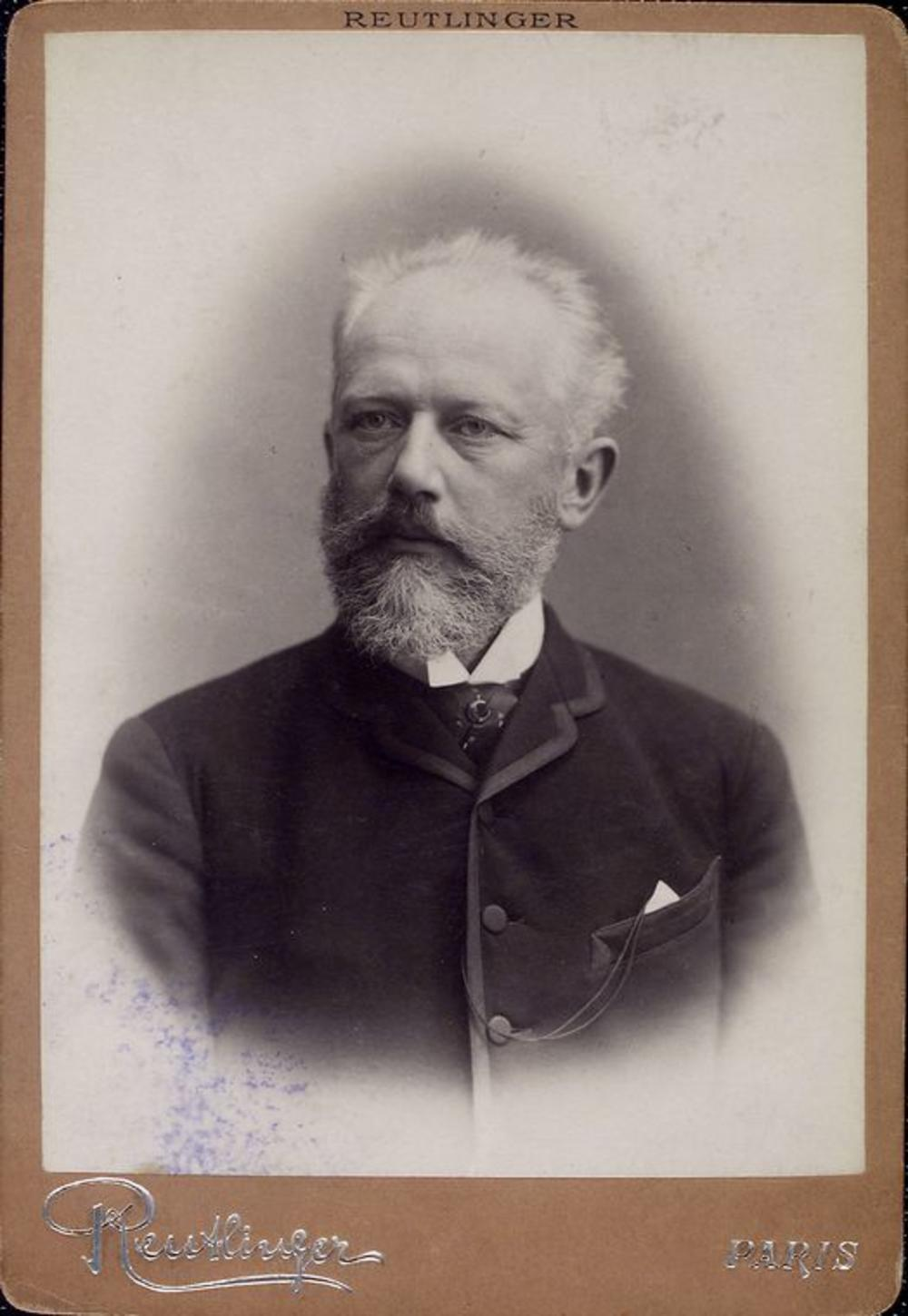
Emile Reutlinger: Petr Iljič Čajkovskij, 1888, publikováno 1904

Émile August Reutlinger (Emil August Reutlinger 27. srpna 1825 Karlsruhe – 9. srpna 1907) byl francouzský fotograf německého původu.

## Život a dílo
Emil August Reutlinger se narodil 27. srpna 1825 v Karlsruhe německým rodičům. Jeho starší bratr byl Carl Reutlinger a jeho syn Léopold-Émile Reutlinger, oba taktéž významní fotografové.
Po roce 1850 se Emil stal obchodním partnerem svého bratra, který otevřel vlastní fotografické studio v Paříž. Od té doby si začal říkat "Émile". V roce 1880 se odstěhoval z Peru do Paříže, aby tam převzal firmu svého bratra, kterou přejmenoval na Ch. Reutlinger. V roce 1883 požádal o pomoc v podnikání svého syna Leopolda. Ten brzy ukázal, že je lepší obchodník než jeho otec a v roce 1890 nastoupil do vedení studia místo něho.
Zadní strana carte de visite Petra Iljiče Čajkovskijkovského v majetku New York Public Library ukazuje nejen to, že v domě na Boulevard Montmartre č.p. 21 byl zákazníkům k dispozici výtah. Dokládá také to, že společnost měla výhradní zastoupení následujících společností
- pro Německo: Neue Photographische Gesellschaft v Berlíně - Steglitzu;
- pro Francii: Société industrielle de Photographie v Rueil;
- pro Velkou Británii: The Rotary Photographic Company v Londýně.[3]

Nejasné však je, zda tato obchodní spolupráce fungovala již pod hlavičkou Charles Reutlinger nebo až pod vedením Emileho.
Émile Reutlinger převedl společnost v 90. letech na svého syna Léopolda-Émileho (1863–1937).
Existují tři carte de visite a jedna pohlednice, na kterých je Emile a Amélia Ellen Horn-Reutlinger (také: Amélia Ellen Reutlinger), se kterou byl oddán od roku 1902 až do své smrti v roce 1907. Jejich syn Léopold-Émile vedl firmu až do roku 1930.